# Jean Anouilh
Jean Marie Lucien Pierre Anouilh (Bordeaux, 23 giugno 1910 – Losanna, 3 ottobre 1987) è stato un drammaturgo, regista teatrale e sceneggiatore francese.
Autore prolifico, Anouilh divenne noto per le sue riscritture moderniste di molti classici greci. È ricordato anche per le sue molteplici citazioni, spesso comiche, satiriche o irrealistiche.

## Biografia
Anouilh nacque a Cérisole, un villaggio sito nei pressi di Bordeaux (nell'Occitania francese), il 23 giugno 1910, figlio di François Anouilh, un sarto francese di origini basche (da cui sosteneva di aver ereditato l'orgoglio di una coscienziosa perizia d'artigiano), e di Marie-Magdeleine Soulue, una violinista ed insegnante di pianoforte francese. Probabilmente la sua inclinazione artistica gli provenne da sua madre, che arrotondava il magro budget familiare suonando durante le stagioni estive in un'orchestra, sulla scena di un casinò nel vicino stabilimento marittimo di Arcachon: fu sul quel palcoscenico che il piccolo Anouilh ebbe il primo contatto con gli autori classici (Molière, Marivaux, Musset...) che vi venivano rappresentati.
Trasferitosi con la famiglia a Parigi nel 1921, Anouilh frequentò l'école primaire supérieure acquisendo poi la sua istruzione secondaria al Collège Chaptal. A quel tempo Jean-Louis Barrault, che sarebbe poi diventato un importante attore e regista francese, era uno studente della medesima scuola e ricordava Anouilh come una figura intensa, piuttosto «dandizzata», che a mala pena si accorgeva di un ragazzino di due anni più piccolo di lui.
Si iscrisse alla facoltà di Legge dell'Università di Parigi, ma abbandonò i corsi dopo soli diciotto mesi quando trovò lavoro presso un'agenzia pubblicitaria, attività che condusse per due anni avendo come collega Jacques Prévert.
In questo periodo lesse molti testi teatrali classici e contemporanei: Shakespeare, Claudel, Pirandello. Nel 1928 ebbero luogo due «incontri» letterari essenziali: quella con il Siegfried di Giraudoux e quella con Les Mariés de la Tour Eiffel di Cocteau. Decise allora di vivere della sua scrittura, ma gli inizi furono duri.
A 19 anni divenne segretario del grande attore e regista Louis Jouvet al Teatro degli Champs-Élysées. Ben presto scoprì di non riuscire ad andare d'accordo con quell'uomo burbero e lasciò la sua compagnia nel 1932.
Nel 1929 scrisse il suo primo testo teatrale, la farsa Humulus le muet. Ma fu nel 1932 che scrisse la sua prima vera opera, L'Hermine (L'ermellino). Anouilh dovette sopportare anni di povertà, durante i quali scrisse vari testi teatrali. Sposò l'attrice Monelle Valentin nel 1931 ed ebbe subito una figlia, ma ciò aumentò i suoi problemi economici.
Le rappresentazioni di Mandarine (1933) e di Y avait un prisonnier (1935) furono fallimenti.
Nel 1935 incontrò Georges Pitoëff e André Barsacq, registi di talento che in seguito avrebbero lavorato con lui; Pitoëff, in particolare, fu autore della messa in scena di una trentina di testi di Anouilh al Théâtre des Mathurins.
Ottenne finalmente il suo primo grande successo nel 1937 con l'opera Le voyageur sans bagage (Il viaggiatore senza bagaglio), rappresentata il 16 febbraio al Théâtre des Mathurins con la regia di Georges Pitoëff e le musiche di Darius Milhaud. Gli attori furono Sacha e Ludmilla Pitoëff. Lo spettacolo venne replicato 190 volte; il successo, ripetuto insieme a Pitoëff l'anno successivo con le oltre 100 repliche de La sauvage, confermò la notorietà dello scrittore e mise fine ai suoi problemi economici.
Nel 1938 André Barsacq portò in scena Le bal des voleurs, con un buon successo. Nello stesso anno, Anouilh incontrò Robert Brasillach, scrittore e critico teatrale, redattore del giornale di estrema destra Je suis partout.
Nel 1939 creò, insieme a Jean-Louis Barrault e a René Barjavel, il giornale La Nouvelle Saison.
Del 1940 è Léocadia, recitato da Pierre Fresnay e Yvonne Printemps con la regia di Barsacq.
Durante l'occupazione nazista Jean Anouilh continuò a scrivere. Non prese posizione né per il collaborazionismo, né per la Resistenza, ma pubblicò testi a contenuto non politico nel giornale Je suis partout che aveva assunto un orientamento collaborazionista; la cosa gli venne in seguito rimproverata. Alcuni avrebbero desiderato che il suo nome fosse sulle liste nere dell'epurazione, ma nulla fu trovato contro di lui.
Del 1941 è Eurydice, prima tragedia basata su un mito greco, che modernizza la leggenda di Orfeo; nello stesso anno, venne portato sulla scena Le rendez-vous de Senlis, con Pierre Fresnay.
La sua più celebre opera resta però Antigone, scritta nel 1941 come rielaborazione della celebre Antigone di Sofocle e messa in scena per la prima volta nel 1944 al Théâtre de l'Atelier, con regia, costumi e scenografia di André Barsacq.
Alla prima rappresentazione, tuttavia, l'Antigone fu accolta dal pubblico molto freddamente: non ci furono applausi a conclusione dello spettacolo. Gli stessi Anouilh e Barsacq la considerarono un grave insuccesso e furono perfino pentiti di aver scritto e inscenato il testo, definendolo una «vera catastrofe». La critica si divise, l'opera ebbe un'eco strana, ambigua. Una sera vennero distribuiti volantini della Resistenza con l'accordo di Anouilh e Barsacq, il che stupì gli spettatori, giacché certa stampa clandestina li accusava di collaborazionismo: molti ritennero infatti che l'opera, mettendo in rilievo la figura del tiranno Creonte, sostenesse una posizione favorevole all'occupante tedesco, spiegando in questa maniera anche il perché la censura tedesca, stranamente, non avesse colpito il testo. Altri, al contrario, difesero la tragedia interpretando il rifiuto di Antigone di sottomettersi all'autorità come un atto sovversivo.
Anouilh dichiarò più tardi, in un testo scritto per cercare di salvare Robert Brasillach, condannato a morte nel febbraio 1945: «Non ho mai, neanche di lontano, simpatizzato con i nazisti e con i loro tristi complici, ma confesso di avere una certa compassione per i vinti e provo timore per gli eccessi dell'epurazione». Il suo tentativo fu vano; l'esecuzione di Brasillach lo scosse. Disgustato dall'epurazione, divenne sempre più misantropo.
Malgrado tale esordio poco felice, l'Antigone è oggi unanimemente considerata dalla critica come il suo capolavoro.
Nel 1946 apparve Roméo et Jeannette, per la regia di André Barsacq, primo testo di Anouilh interpretato dall'attore Michel Bouquet, il quale recitò in numerose altre sue rappresentazioni. Da allora, la fecondità dello scrittore non avrebbe più taciuto.
La misantropia e la dedizione da lui messa nel proprio lavoro lo portarono al divorzio. Sposò un'altra attrice, Charlotte Cardon, nel 1953.

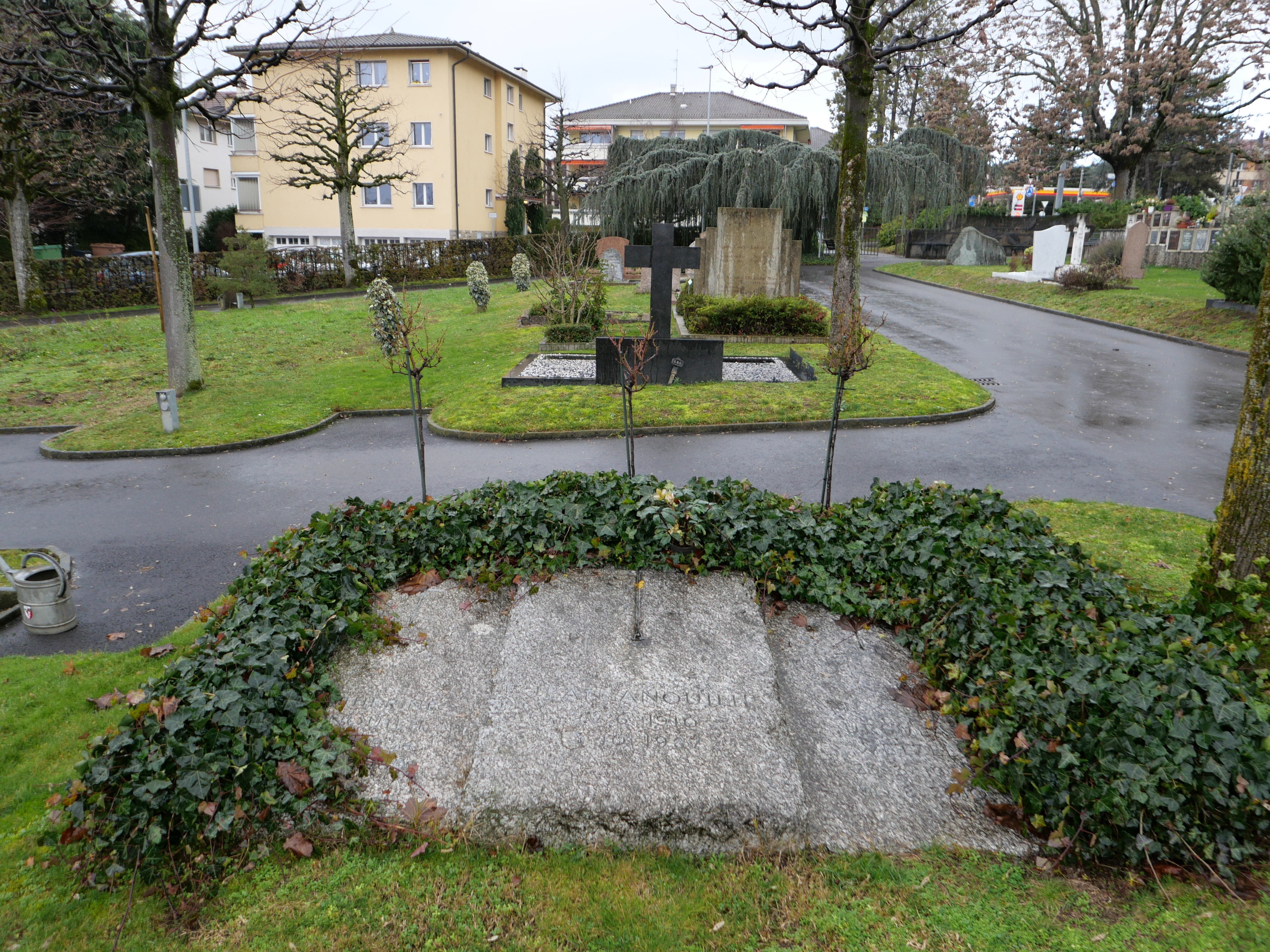
La tomba di Jean Anouilh, della sua figlia maggiore Catherine (1934-1989) e della sua ultima compagna, Ursula Wetzel (1938-2010) nel cimitero di Pully nel cantone di Vaud in Svizzera.

Nel 1956 si scagliò contro i processi della Liberazione e l'epurazione dei collaborazionisti in Francia con il testo Pauvre Bitos ou le dîner de têtes.
Nel 1961 La Grotte fu un insuccesso; Anouilh decise pertanto di dedicarsi esclusivamente alla regia. Allestì rappresentazioni da Molière (Il Tartuffo), Shakespeare (Riccardo III), Vitrac (Victor ou les enfants au pouvoir) e Stève Passeur (L'acheteuse).
Parallelamente, il ritmo delle sue creazioni diminuì; tuttavia, nel 1969 vide la luce uno dei suoi testi più riusciti: Cher Antoine ou l'amour raté. Negli anni settanta produsse ancora varie opere, per via delle quali cominciò a essere etichettato come «autore di teatro di distrazione»; Anouilh stette al gioco, definendosi un boulevardier o addirittura un semplice «fabbricante di testi teatrali».
L'insieme della sua opera venne premiato nel 1970 con il Premio mondiale Cino Del Duca e, nel 1980, con il Grand Prix du théâtre dell'Académie française.
Negli ultimi anni lo scrittore visse prevalentemente in Svizzera, a Losanna, debilitato da una malattia virale che lo costrinse all'asportazione della tiroide e dalle conseguenze di una crisi cardiaca. Morì durante un ricovero in ospedale, resosi necessario per una trasfusione.

## Vita privata
Ebbe cinque figli: quattro femmine - Catherine, Caroline, Anouk, Colombe - e un maschio, Nicolas, col quale i rapporti furono spesso difficili, ma da ultimo i due si riconciliarono. Sua nipote è Gwendoline Hamon, attrice francese e moglie di Frédéric Diefenthal.

## Caratteri dell'opera
Anouilh suddivise la propria produzione, a seconda del tono predominante di ciascun testo, in pièces noires («testi neri»: L'Hermine, Le voyageur sans bagage, La sauvage,  Eurydice, Antigone), pièces roses («testi rosa»: Le Bal des Voleurs, Léocadia), pièces brillantes («testi brillanti»: L'Invitation au Château, Colombe, La répétition ou l'amour puni), pièces grinçantes («testi stridenti»: Ardèle ou la Marguerite, La valse des toréadors, Pauvre Bitos ou le dîner de têtes, Ornifle ou le courant d'air), pièces costumées («testi in costume»: L'Alouette, Becket ou l'honneur de Dieu), pièces baroques («testi barocchi»: Cher Antoine; ou l'amour raté).
Fu uno scrittore di rilievo, dotato di un'abilità unica che gli permise di realizzare un ampio spettro di brillanti capolavori. Non sfociò mai nel teatro a tesi, ma diversificò le sue creazioni dall'affresco alla satira passando per la tragedia, collocando al primo posto il gioco teatrale. Le sue opere sono incentrate sul conflitto tra sogno e realtà, tra possibile e impossibile, tra farsa e tragedia, tra purezza e degrado: la scena è un luogo di conflitti e indecisioni, nel quale i contrari si incontrano e i migliori rifiutano il gioco della vita.
I testi, persino quelli più caricaturali e farseschi, danno un'immagine pessimistica della natura umana, tormentata dalla nostalgia per una purezza ormai perduta. Sotto l'apparenza di uno scetticismo divertito si cela dunque un pessimismo profondo. I protagonisti sono spesso messi di fronte alla dura scelta fra la praticità dei compromessi e un inflessibile idealismo, come avviene nel caso eclatante di Antigone; ma i compromessi vengono rifiutati e, con essi, la vita: la soluzione è la morte oppure un insostenibile rifugio nelle illusioni. L'amore deve affrontare la durezza della realtà; il lieto fine è solo una favola.

## Opere
- L'Hermine (1932)
- Mandarine (1933)
- Y avait un prisonnier (1935)
- Le voyageur sans bagage (1937)
- La sauvage (1938)
- Le Bal des Voleurs (1938)
- Léocadia (1940)
- Eurydice (1941)
- Le rendez-vous de Senlis (1941)
- Antigone (1942)
- Roméo et Jeannette (1946)
- Medee (1946)
- L'Invitation au Château (1947)
- Ardèle ou la Marguerite (1948)
- La répétition ou l'amour puni (1950)
- Colombe (1951)
- La valse des toréadors (1952)
- L'Alouette (1952)
- Ornifle ou le courant d'air (1955)
- Pauvre Bitos ou le dîner de têtes (1956)
- L'hurluberlu ou le réactionnaire amoureux (1959)
- La petite Molière (1959)
- Becket ou l'honneur de Dieu (1959)
- La Grotte (1961)
- Fables (1962)
- Le boulanger, la boulangère et le petit mitron (1968)
- Cher Antoine; ou l'amour raté (1969)
- Les poissons rouges; ou Mon père, ce héros (1970)
- Tu étais si gentil quand tu étais petit (1972)
- Monsieur Barnett (1974)
- L'Arrestation (1975)
- Chers zoizeaux (1976)
- Vive Henri IV (1978)
- La Culotte (1978)
- La Foire d'empoigne (1979)
- Le Nombril (1981)

## Riconoscimenti
- Tony Award
  - 1961 – Migliore opera teatrale per Becket e il suo re